# モンゴ・サンタマリア
モンゴ・サンタマリア（Mongo Santamaría、1922年4月7日 - 2003年2月1日）は、キューバ出身のコンガ奏者。本名ラモン・サンタマリア・ロドリゲス（Ramón Santamaría Rodríguez）。ラテンジャズ、ブーガルーなどのラテン音楽を中心に音楽活動を行った。

## バイオグラフィ
1922年4月7日、キューバの首都ハバナに生まれる。祖父はコンゴから連れて来られた奴隷だった。当初はヴァイオリンをプレイしていたが、やがてパーカッションに転向する。プロのミュージシャンを目指すべく17歳で学校を中退、20代の頃からトロピカーナ・クラブなどのナイト・クラブで音楽活動を行い、1950年に米国ニューヨークへと活動の拠点を移した。
その後ペレス・プラード、ティト・プエンテ、カル・ジェイダーらの楽団に参加し、その頃から自身のリーダー作をコンスタントに発表するようになる。
そして1963年にハービー・ハンコック作曲の「ウォーターメロン・マン」を取り上げ、全米10位の大ヒットを記録した。他に「アフロ・ブルー」などの作品がある。
2003年2月1日、マイアミの病院で死去した。